# Verwaltungsgebäude der Tabakfabrik Martin Brinkmann
Das Verwaltungsgebäude der Tabakfabrik Martin Brinkmann in Bremen-Woltmershausen, Ortsteil Woltmershausen, Dötlinger Straße 2/4 beim Pusdorfer Marktplatz in der Nähe zum Tabakquartier Bremen stammt von 1924 und 1953.
Das Gebäude steht seit 2021 unter Bremischen Denkmalschutz.

## Geschichte
Die Martin Brinkmann AG war ein erfolgreiches Tabakunternehmen, das 1878 so benannt wurde als Martin Brinkmann die Firma Wilkens & Johannes aufkaufte. 1900 erwarb der erst 22-jährige Hermann Ritter Anteile der Firma, die 1929 eine Aktiengesellschaft wurde. 1910 zog sie von Burglesum nach Woltmershausen. Sie war in den 1930er Jahren die größte Tabakfabrik Europas.
Das viergeschossige verklinkerte Verwaltungsgebäude wurde 1924 nach Plänen von Fritz Strohecker gebaut. 1953 erfolgte die Aufstockung des nun in dem horizontalen Sockelgeschoss, zwei Obergeschossen und den zwei gestaffelten obersten Geschossen gegliedert wurde. 1966/67 erfolgte der Anbau eines Küchen-Erweiterungsraumes im Untergeschoss (Architekt Kurt Strohecker). Das expressionistische Eingangsportal durchbricht das Sockelgeschoss mit seinen Pfeilern und dem auskragenden Sturz. Innen sind im Eingangsbereich markante Deckenstrukturen erhalten.
Das Landesamt für Denkmalpflege Bremen befand: „Das […] repräsentative Verwaltungsgebäude fällt durch seine schmuckvolle Gliederung und Gestaltung auf und wird in der Fassadenfläche durch zwei dreiachsige Eckrisalite und die zurückgesetzten Obergeschosse ausgewogen gestaffelt. Das Sockelgeschoss enthält ein nur leicht unter das Straßenniveau gesenktes Souterrain, wird durch umlaufende, horizontale Ziegelbänder betont und erhält dadurch, vergleichbar einer Rustizierung, optisch einen festen Stand.“
Das Gebäude wird weiterhin für Büros verschiedener Unternehmen genutzt.